# Alfredo Sáenz Abad

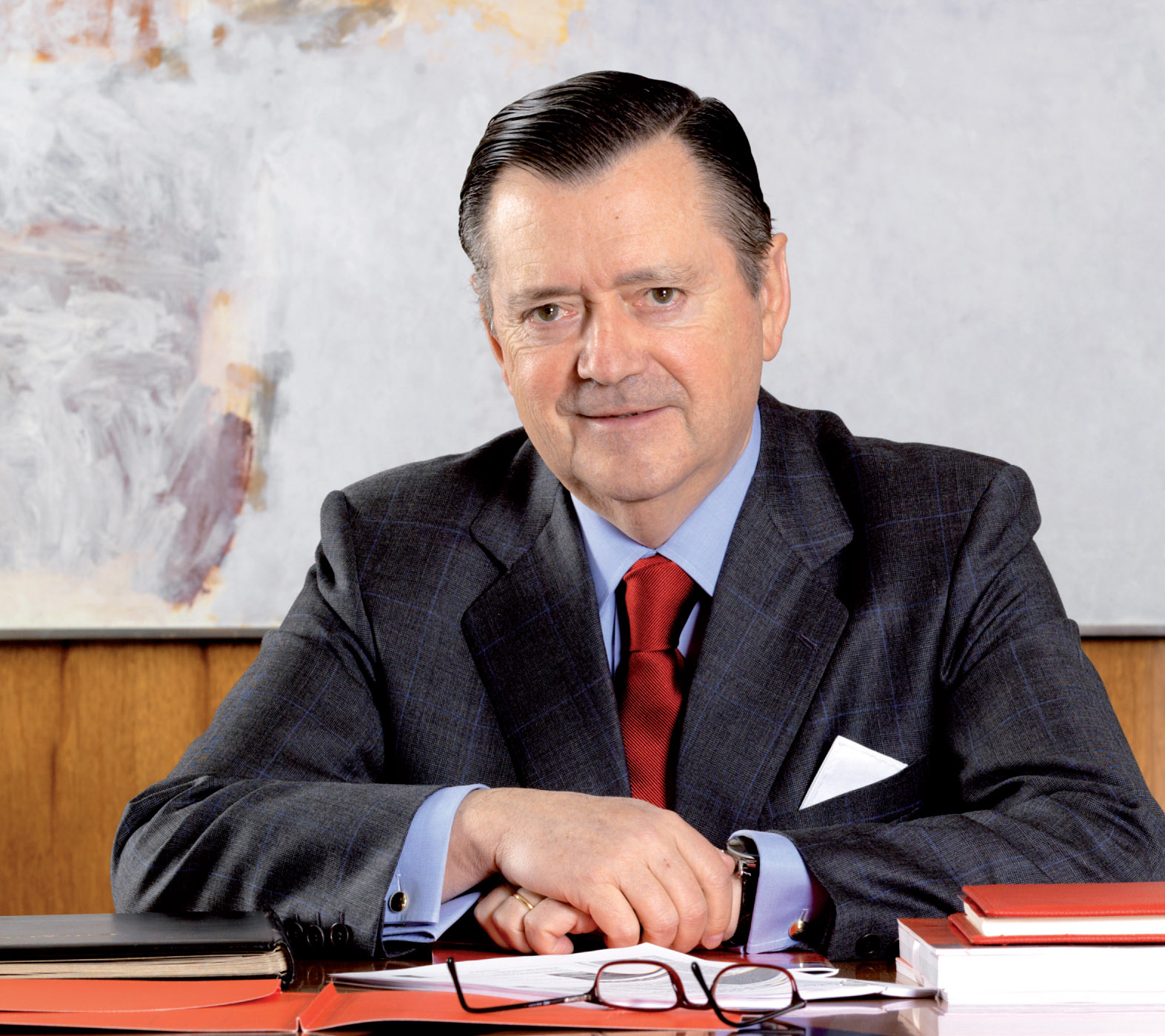
Alfredo Sáenz Abad im Jahre 2012

Alfredo Sáenz Abad (* 21. November 1942 in Getxo) ist ein spanischer Manager.

## Leben
Sáenz studierte an der Universität Valladolid Rechtswissenschaften und an der Universidad de Deusto in Bilbao Wirtschaftswissenschaften. Nach dem Studium war er von 1965 bis 1980 als Executive Manager für das Unternehmen Tubacex S.A. tätig. Von 1981 bis 1993 war Sáenz CEO und Vorsitzender der Banco Bilbao Vizcaya. Von 1983 bis 1988 saß er im Aufsichtsrat der Bank Kataloniens. Er wechselte 1994 zur Banco Santander, wo er von 2002 bis 2013 CEO war. Im April 2013 trat Sáenz als CEO zurück.
Von 1965 bis 1984 hielt er Vorlesungen an der Universidad de Deusto.

## Verurteilung
Im Jahr 2011 sprach der Oberste Gerichtshof von Spanien gegen Sáenz ein dreimonatiges Berufsverbot als Bankier aus. Er wurde wegen falscher Anschuldigungen gegen mutmaßliche Schuldner von Banesto verurteilt. Santander kündigte gegen die Entscheidung Berufung an, und Sáenz konnte seine Arbeit anschließend fortzusetzen. 